# Equinox Fitness
Equinox Fitness var en dansk kæde, der bestod af 16 fitnesscentre (2008). Kæden havde i alt 30.000 medlemmer og var Danmarks tredjestørste, kun overgået af Fitness dk og Fitness World.
Equinox Fitness var ejet af Threk Holding Denmark A/S, der igen var ejet af en række investorer i Island. De 14 af Equinox' centre var beliggende i Jylland. De to andre lå i Odense og Valby ved København. Centret i Valby var på 7.000 kvm. og er Skandinaviens største.
Equinox blev 1. oktober 2009 overtaget af Fitness World.